# Гиппарх (военная должность)
Гиппа́рх (др.-греч. ἵππαρχος) — начальник конницы у древних греков. У спартанцев он назывался гиппармост.
В Афинах назначаемые ежегодно по выборам два гиппарха были начальниками конницы. Требовались два гиппарха, потому что конница в сражении распределялась на оба крыла войска. Им подчинялось 10 филархов (φύλαρχοι), также назначаемых по выборам и имеющих подобную должность в коннице, как таксиархи в пехоте. В своей сфере гиппархи имели также председательство в суде.
В Этолийском и Ахейском союзах гиппархом назывался высший после стратега военачальник союза.
В Беотии встречались гиппархи как важные чиновники, наряду с полемархами.